# نيلي داينر
نيلي داينر هي مضيفة طيران سويسرية، ولدت في 5 فبراير 1912، وتوفيت في 27 يوليو 1934 في Wurmlingen ‏ في ألمانيا.